# 洪阿湯加-洪阿哈阿帕伊島
洪阿汤加－洪阿哈阿帕伊島（或譯洪加湯加－洪加哈派島、洪加東加－洪加哈派島、匈加東加島）隸屬太平洋島國湯加，於2015年至2022年間曾是一個島嶼，因2022年汤加海底火山喷发而重新成為孤立的兩個小島。其為高度活躍的湯加-克馬德克群島火山弧的一部分，是海底火山爆發造成大量熔岩、火山灰堆積而冒出水面的火山島，現無人居住。

## 活動史
上一次活躍期的火山碎屑流可追溯到公元1040年-1180年，与公元1108年的一次未知热带喷发有关，该喷发导致全球降温1°C。火山口被认为是由这次喷发形成的。1912年和1937年在岛屿东南约3.2公里的岩石浅滩和以南3公里处发生海底喷发。另一次喷发发生在1988年，在岛屿南南东方約1公里處。
2009年3月16日，一次水下喷发开始向数千英尺高的天空喷出蒸汽、烟雾、浮石和灰烬。同年3月21日，汤加的首席地质学家 Kelepi Mafi 报告说，熔岩和火山灰从两个喷口喷出，一个在岛上，另一个在离岸约100米处。同年3月25日拍摄的伪彩色卫星图像显示岛屿南部出現新土地。云层覆盖了新土地和岛屿之间的空间。火山口位於岛屿南端，呈現近乎完美的圆形。喷发填补了两个火山口之间的空隙，形成了数百平方米的新陆地，同時摧毁了岛上的植被和动物群。
2014年12月19日，火山开始新一輪的喷发。当地渔民报告说，一股高大的白色蒸汽从海底火山山上方的海洋中升起。同年12月29日拍摄的卫星图像显示喷发仍在继续，现场升起浓烟和灰烬，海水变色。喷发持续到2015年，2015年1月6日，火山灰云的高度達到3公里。2015年1月11日，火山喷发更加劇烈，火山雲高达9公里。许多新西兰和汤加之间的其他航班被取消。1月13日噴發趨緩，火山雲降低到4.5公里。當地官员觀察到两个火山口，一个在岛上，另一个在近海水下约100米。到1月16日，噴發形成了一个长2公里，宽1公里，高100米的岛屿。火山灰和酸雨在距离新岛约10公里的区域下落，島上的植被被剝光。来自汤加和新西兰的地质学家于同年1月19日参观这座火山，並表示火山喷发在过去24小时内已经平静下来。他们注意到现在几乎所有的喷发都来自新岛上的火山口，蒸汽云上升到7到10公里的高度，火山灰和岩石被抛到大约200到300米的高度。在观察到没有新的气体、灰烬或岩石从火山口出现后，汤加官员于同年1月26日宣布喷發结束。此时该岛宽1至2公里，长2公里，高120米。新岛已与旧岛合并，参观该岛的当地人说海鸟正在筑巢。火山灰与周围温暖的海水发生了化学反应，使火山灰变成了更坚硬的岩石，火山学家认为该岛将保持数十年而不會被海水沖蚀。这使其成为过去150年来第三个存活数月以上的火山岛。2018年10月，科学家访问了该岛，发现其表面覆盖着砾石、粘泥和植被。该岛还居住着各种鸟类。他们还发现，由于降雨，该岛的侵蚀速度似乎比以前想象的要快。

2022年1月15日，由GOES-17氣象衛星拍攝的洪阿哈阿帕伊島海底火山噴發。

2021年12月20日，這座火山再次噴發，從努瓜婁發可見，火山再次噴發產生了巨大煙羽。最初的噴發一直持續到同年12月21日凌晨2點後趨緩，但火山活動繼續進行，在12月25日的衛星圖像顯示，該島的面積有所增加。2022年1月5日至13日間，火山沒有明顯噴發活動，在此之前火山已將火山灰送入大氣層17公里（55,000 英尺）的高空。同年 1 月 15 日，火山再次猛烈噴發，其威力是2021年12月20日噴發的7倍左右。湯加和其他國家，如斐濟以及遠至新西蘭和澳洲，也能聽到火山噴發聲。爆發導致附近居民的財產受損，包括窗戶因此破碎。湯加氣象局在當地下午5點30分發出了海嘯警報，當時海嘯淹沒了湯加沿海地區。在湯加的努瓜婁發觀察到3.9英尺（1.2米）的海嘯，在美屬薩摩亞觀察到 2.0英尺（0.61米）的海嘯。1月16日的雷達圖像顯示，島上大部分地區已沉入海底，只剩下一小部分露出水面。

## 外部連結
- . 全球火山作用计划. 史密森尼学会.
- "Underwater Volcano Erupts Off Tonga." BBC News. March 19, 2009. （页面存档备份，存于） - Video showing the March 18, 2009, eruption
- "Expedition To A New Island" （页面存档备份，存于） - Explorer George Kourounis sets foot on a brand new volcanic island